# Laura Moss (cineasta)
Laura Moss es una persona directora, guionista y diseñadora de producción estadounidense. Alcanzó el reconocimiento con su película Birth/Rebirth, que se estrenó en el Festival de Cine de Sundance de 2023 y fue nominada a tres premios Independent Spirit.

## Vida tempana y educación
Moss nació en la ciudad de Nueva York. Asistió a la escuela secundaria Fiorello H. LaGuardia y recibió su licenciatura y maestría en la Escuela de Artes Tisch de la Universidad de Nueva York.
Cuando era estudiante universitaria, fue evacuada de su dormitorio en el bajo Manhattan durante los ataques del 11 de septiembre, una experiencia que le hizo reconsiderar una carrera en las artes. Trabajó para la Sociedad de la Media Luna Roja Palestina como técnica de emergencias médicas antes de regresar a los EE. UU. y trabajar como directora de arte y diseñadora de producción.

## Carrera
Moss Production diseñó la película egipcia Yomeddine, dirigida por AB Shawky. La película ganó el Premio François Chalais en el Festival de Cine de Cannes de 2018. Moss y Shawky estudiaron dirección en el programa de posgrado de cine de la Universidad de Nueva York.
La película de tesis de Moss en la Universidad de Nueva York, Fry Day, se ambienta durante un evento que surgió en las horas previas a la ejecución de Ted Bundy. Se estrenó en SXSW en 2017 y ganó el premio Student Visionary Award en el Festival de Cine de Tribeca de ese año. Actualmente se presenta en el Canal Criterion.
Coescribió su debut como directora de largometrajes, Birth/Rebirth, con su exmarido, Brendan J. O'Brien. Han producido trabajos juntos bajo el nombre de su empresa, Retrospecter Films, desde 2015.

## Birth/Rebirth
Birth/Rebirth se estrenó en el Festival de Cine de Sundance de 2023, abriendo la sección Medianoche. La película, protagonizada por Marin Ireland y Judy Reyes, ha sido descrita como una reinvención moderna de Frankenstein de Mary Shelley. En una proyección en Salt Lake City, tres personas se desmayaron y las autoridades locales detuvieron la proyección por "exceso de precaución".
Ese mismo año, Moss fue nominada al premio Independent Spirit como Someone To Watch. Birth/Rebirth recibió dos nominaciones adicionales al premio Independent Spirit: Mejor guion y Mejor interpretación principal para Judy Reyes.
Birth/Rebirth se estrenó en cines por IFC Films en agosto de 2023.